# Campeonato Mundial de Gimnasia en Trampolín de 2022
El XXXVI Campeonato Mundial de Gimnasia en Trampolín se celebró en Sofía (Bulgaria) entre el 16 y el 19 de noviembre de 2022 bajo la organización de la Federación Internacional de Gimnasia (FIG) y la Federación Búlgara de Gimnasia.
Las competiciones se realizaron en la Arena Armeets de la capital búlgara. 
Los gimnastas de Rusia y Bielorrusia fueron excluidos de este campeonato debido a la invasión rusa de Ucrania.

## Medallistas

### Masculino
| Evento                         | Oro                                                                             | Plata                                                                     | Bronce                                                                                    |
| ------------------------------ | ------------------------------------------------------------------------------- | ------------------------------------------------------------------------- | ----------------------------------------------------------------------------------------- |
| Trampolín individual (19.11)   | Dylan Schmidt Nueva Zelanda 60,720 pts.                                         | Allan Morante Francia 58,710 pts.                                         | Yamato Ishikawa Japón 58,480 pts.                                                         |
| Trampolín por equipo (18.11)   | Diogo Abreu Pedro Ferreira Lucas Santos Rúben Tavares Portugal 13               | Julian Chartier Florestan Riou Allan Morante Pierre Gouzou Francia 12     | Matthias Schuldt · Matthias Pfleiderer · Fabian Vogel · Tim-Oliver Geßwein · Alemania · 9 |
| Trampolín sincronizado (19.11) | Matthias Pfleiderer · Fabian Vogel · Alemania · 50,950                          | Diogo Abreu Pedro Ferreira Portugal 50,900                                | Florestan Riou Pierre Gouzou Francia 49,830                                               |
| Doble mini individual (18.11)  | Rubén Padilla Estados Unidos 30,200                                             | Gavin Dodd · Canadá · 29,200                                              | Tomas Minc Estados Unidos 29,100                                                          |
| Doble mini por equipo (17.11)  | David Franco · Carlos del Ser · Andrés Martínez · Nicolás Toribio · España · 12 | Diogo Cabral André Dias João Félix José Domingues Portugal 10             | Tomas Minc Changamire Anderson Rubén Padilla Merrill Hunter Estados Unidos 10             |
| Tumbling individual (18.11)    | Ethan McGuinness Australia 28,900                                               | Kristof Willerton Reino Unido 28,300                                      | Axel Duriez Francia 27,400                                                                |
| Tumbling por equipo (17.11)    | Kristof Willerton Jaydon Paddock Ramarni Levena Lewis Westwood Reino Unido 12   | Mads Hansen Martin Abildgaard Johannes Sømod Jeppe Mikkelsen Dinamarca 11 | Patrick Lyell Kaleb Cave Kaden Brown Dominic Dumas Estados Unidos 11                      |

### Femenino
| Evento                         | Oro                                                                      | Plata                                                                         | Bronce                                                                               |
| ------------------------------ | ------------------------------------------------------------------------ | ----------------------------------------------------------------------------- | ------------------------------------------------------------------------------------ |
| Trampolín individual (19.11)   | Hikaru Mori Japón 56,230 pts.                                            | Bryony Page Reino Unido 55,950 pts.                                           | Hu Yicheng China 55,810 pts.                                                         |
| Trampolín por equipo (18.11)   | Cao Yunzhu Zhu Xueying Hu Yicheng Fan Xinyi China 15                     | Isabelle Songhurst Bryony Page Louise Brownsey Reino Unido 10                 | Risa Kiryu Hikaru Mori Megu Uyama Narumi Tamura Japón 9                              |
| Trampolín sincronizado (19.11) | Hikaru Mori Megu Uyama Japón 50,590                                      | Marine Jurbert Léa Labrousse Francia 46,140                                   | Mariola García · Dafne Navarro · México · 45,260                                     |
| Doble mini individual (18.11)  | Bronwyn Dibb Nueva Zelanda 24,900                                        | Tristan van Natta Estados Unidos 24,800                                       | Cheyanna Robinson Australia 24,000                                                   |
| Doble mini por equipo (17.11)  | Cheyanna Robinson Keara Nel Carina Hagarty Braida Thomas Australia 13    | Shelby Nobuhara Maia Amano Tristan van Natta Aliah Raga Estados Unidos 10     | Bethany Williamson Kim Beattie Kirsty Way Ruth Shevelan Reino Unido 9                |
| Tumbling individual (18.11)    | Comfort Yeates Reino Unido 24,400                                        | Koralee Catlett Australia 24,200                                              | Shanice Davidson Reino Unido 24,100                                                  |
| Tumbling por equipo (17.11)    | Shanice Davidson Comfort Yeates Megan Kealy Jessica Brain Reino Unido 13 | Anastasia Katchalova Tia Taylor Miah Bruns Isabel Steinmetz Estados Unidos 11 | Candy Brière-Vetillard Maëlle Dumitru-Marin Manon Moraçais Émilie Wambote Francia 10 |

### Mixto
| Evento                    | Oro | Plata | Bronce |
| ------------------------- | --- | --- | --- |
| Concurso completo (19.11) | Reino Unido Andrew Stamp Rhys Northover Zak Perzamanos Lewis Gosling Lewis Westwood Bryony Page Isabelle Songhurst Kirsty Way Megan Kealy 29 pts. | Estados Unidos Aliaksei Shostak Cody Gesuelli Zachary Ramacci Rubén Padilla Kaden Brown Jessica Stevens Nicole Ahsinger Cheyenne Webster Tristan van Natta Miah Bruns 29 pts. | Portugal Pedro Ferreira Diogo Abreu Diogo Cabral Vasco Peso Sofia Correia Ingrid Maior Diana Gago Margarida Agostinho 25 pts. |

## Medallero
| Núm. | País           | Oro | Plata | Bronce | Total |
| ---- | -------------- | --- | ----- | ------ | ----- |
| 1    | Reino Unido    | 4   | 3     | 2      | 9     |
| 2    | Australia      | 2   | 1     | 1      | 4     |
| 3    | Japón          | 2   | 0     | 2      | 4     |
| 4    | Nueva Zelanda  | 2   | 0     | 0      | 2     |
| 5    | Estados Unidos | 1   | 4     | 3      | 8     |
| 6    | Portugal       | 1   | 2     | 1      | 4     |
| 7    | Alemania       | 1   | 0     | 1      | 2     |
| 7    | China          | 1   | 0     | 1      | 2     |
| 9    | España         | 1   | 0     | 0      | 1     |
| 10   | Francia        | 0   | 3     | 3      | 6     |
| 11   | Canadá         | 0   | 1     | 0      | 1     |
| 11   | Dinamarca      | 0   | 1     | 0      | 1     |
| 13   | México         | 0   | 0     | 1      | 1     |
|      | TOTAL          | 15  | 15    | 15     | 45    |